# Донський кінь
Донський кінь або Дончак — степова порода коней верхового і упряжного складу, виведена в XVIII—XIX ст. донськими козаками Платовим, Іловайським та іншими після повернення з походів 1813-15-х років на території нинішньої Ростовської області за часів Російської імперії після захоплення Сіверщини Московією.

## Характеристики породи

### Проміри
Розрізняють два типи цієї породи відповідно до напрямку роботи. Старий тип, який менше віддалився від степових предків, характеризується горбатою, сухою головою, довгою шиєю і спиною. Груди глибокі, ноги довгі і сухі; зріст порівняно малий — від 2 аршин 1 вершка (146 см) і не більше 2 аршин 3 вершків (155 см.). Ці коні дуже швидкі на ходу, витривалі, гнучкі і повороткі за рахунок свого розміру, з вигляду не надто привабливі.
Новий тип донської породи поєднує в собі великий зріст (160—165 см в холці), ошатність і помітну невибагливість — порода пристосована до табунного утримання. У ній в певній мірі збереглися особливості універсального кавалерійського типу: виглядає розтягнутішою і масивнішою, ніж інші верхові коні. У них гарна широколоба голова з виразними очима, шия з розвиненим гребенем, широкий і глибокий корпус.

### Масть
Масть переважно руда найрізноманітніших відтінків, часто з золотистим блиском шерсті, що міг передатися від туркменських та ахалтекінських коней. Особливий відтінок рудої масті — нариндж (золотисто-бурая російською), тобто рудий кінь з темними гривою та хвостом, майже не зустрічається в інших породах коней і шанується у дончаків. На відміну від визначення бурого відтінку рудої масті в українській мові, бурі коні донської породи в документах не шоколадні з рудим захисним волоссям, а, навпаки, руді з майже чорними гривою та хвостом, що не збігається зі загальноприйнятою термінологією. Окрім рудої масті в донській породі може зустрітись каура (рудо-савраса), солова, гніда, та сіра, останні не вітаються породним реєстром і можуть слугувати причиною для відмови у наданні документів. Білі відмітини зустрічаються і є допустимими в донській породі.

Зовнішній вигляд донського коня
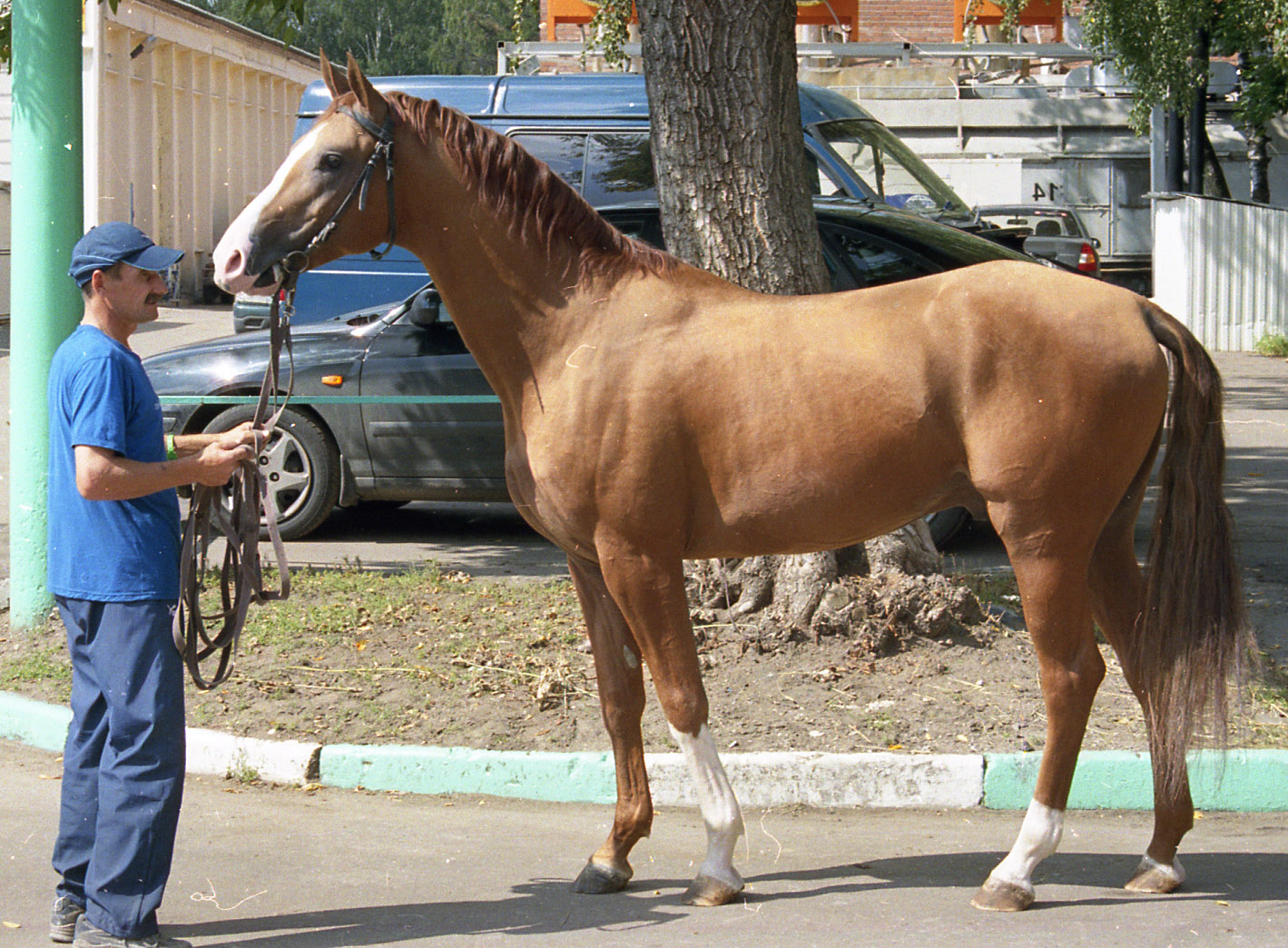
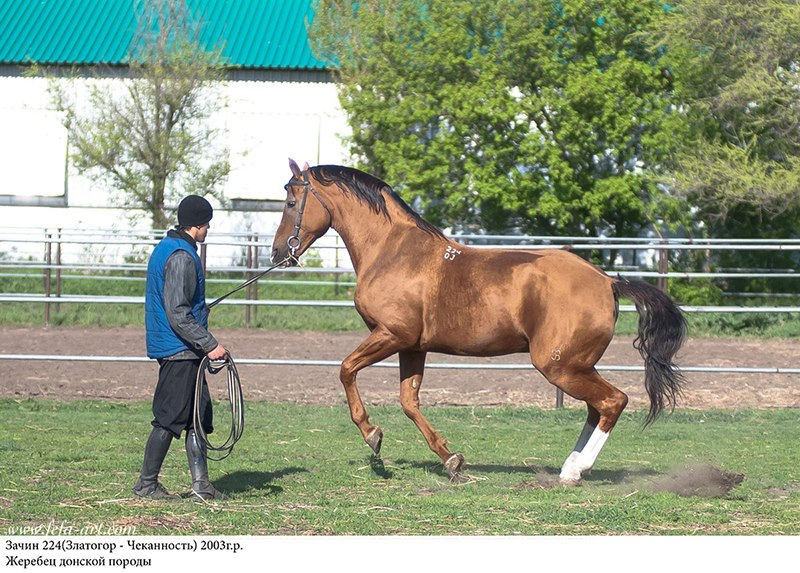
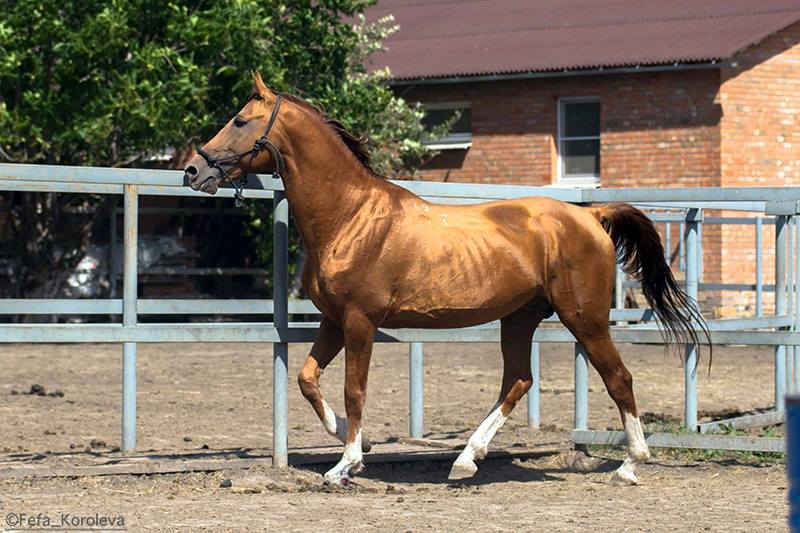
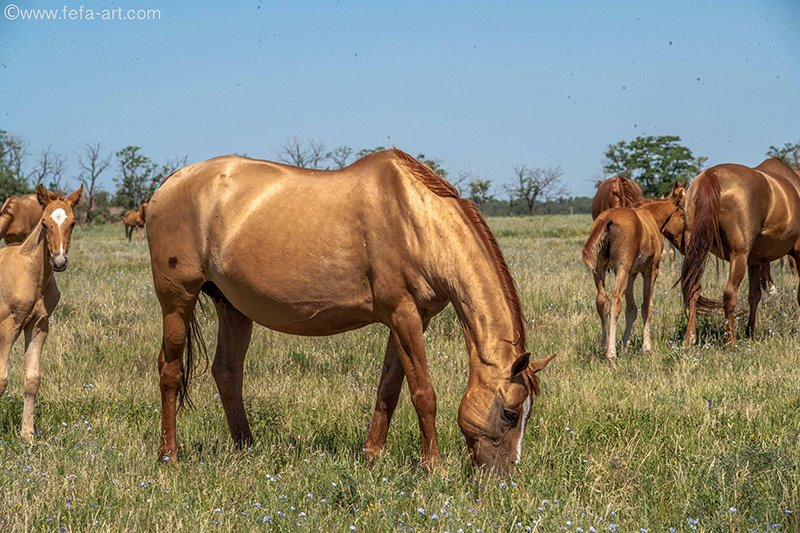
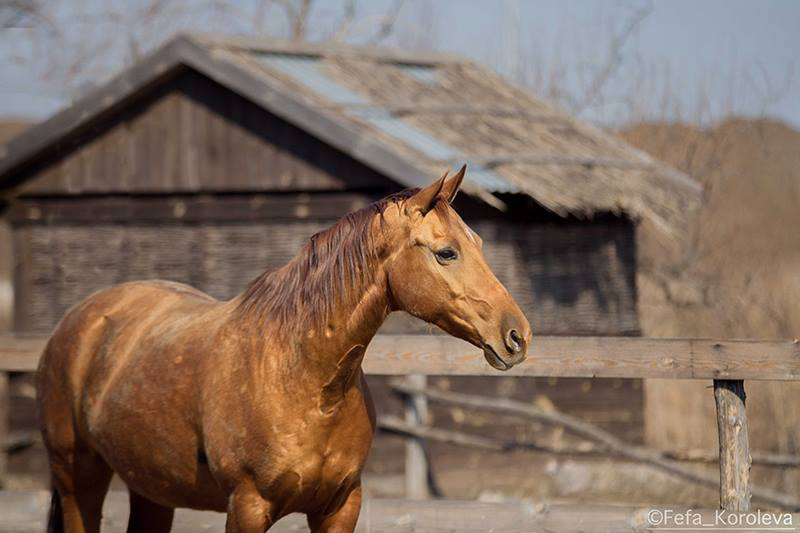
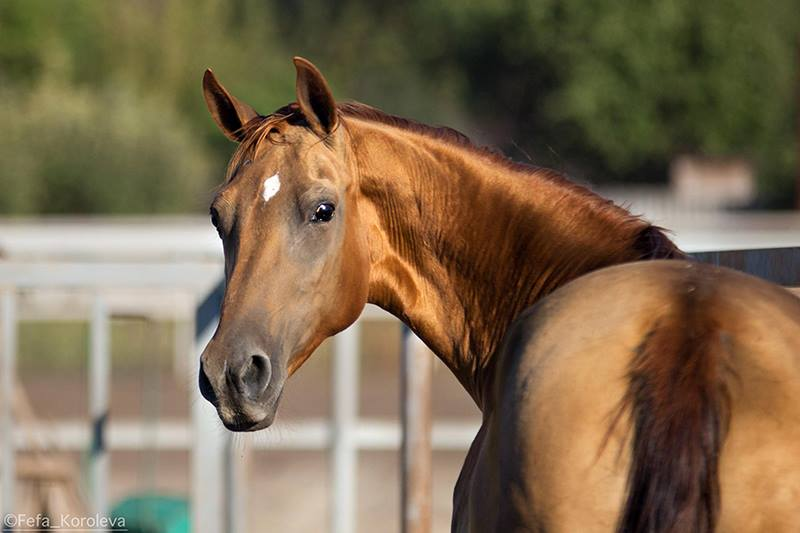

### Особливості
Дончаки відрізняються міцним здоров'ям і витривалістю. Донські коні підходять для конкуру, триборства, аматорського спорту, пробігів, хобі-класу і навчання дітей верховій їзді, можуть використовуватися не тільки під сідлом, але і в легкій упряжі. Підходять для кінної поліції і кавалерії. У радянські часи вони брали участь в гонках на тачанках.

## Історія
Основою для донської породи стали коні степового типу, яких протягом тривалого часу покращували жеребцями східних, а потім чистокровних верхових та деяких інших заводських порід. Східні (турецькі, перські, карабахські, туркменські, ахалтекінські) коні потрапляли до козаків як військові трофеї під час Турецьких воєн.

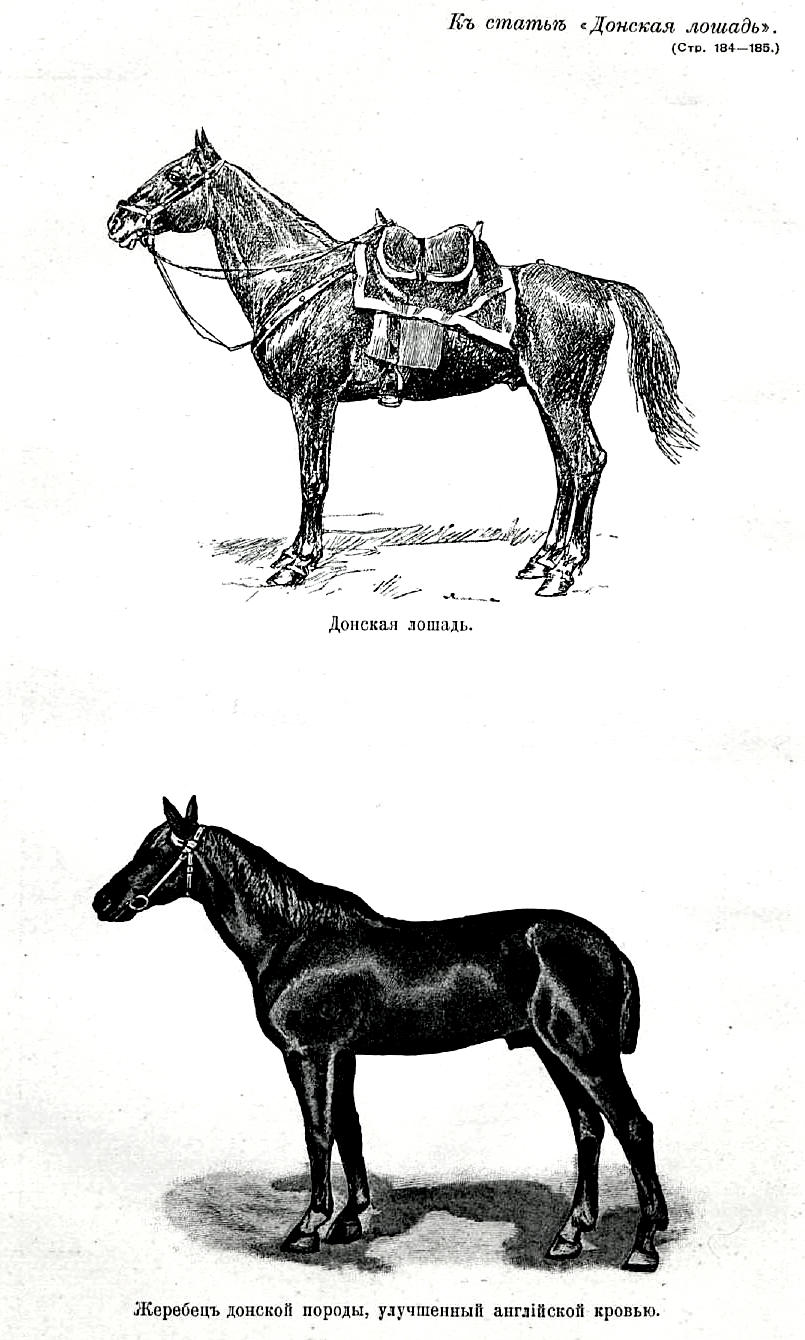

Одним з перших, хто спробував розібратися в походженні донського коня, був А. Ф. Грушецький. У статті «Задонський кінь», опублікованій в «Альбомі Всеросійської кінської виставки в Москві в 1910» він писав: «Корінне кочуюче населення степу — залишки гунів, їх одноплемінники киргизи і калмики. Волга розділила навпіл два споріднених племені киргизів і калмиків, розділила їх на магометан і буддистів, також розділила їх породу рогатої худоби, овець і коней, що мають одне корінне джерело. Родоначальницею нашого східного степового коня є калмицький або монгольський кінь зі славним його історичним минулим. На ньому полчища монголо-татар наклали ярмо на князівства руських князів. Цей кінь, що прийшов з глибин східних степів, згодом розділилася на дві породи з деякими морфологічними відмінностями. Ліворуч Волги — малорослий киргизький кінь з густим волосяним покривом і більш грубими формами. Праворуч — калмицький, він, перебуваючи в більш м'яких кліматичних умовах, виріс більш благородним».

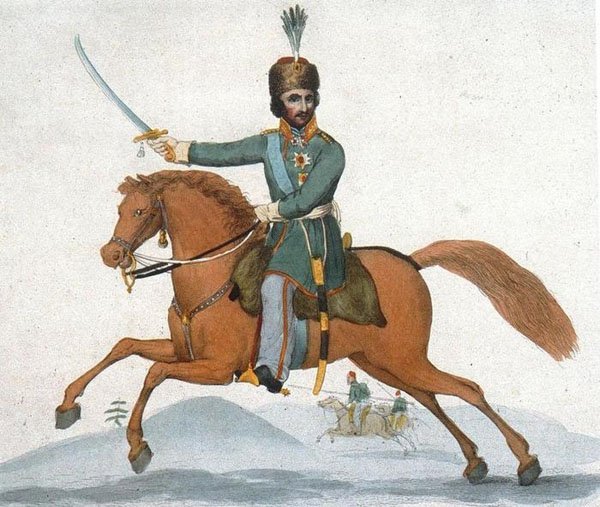
Граф Платов на донському коні

Енциклопедичний словник Брокгауза і Ефрона дає наступний опис старого, ще не сильно віддаленого від степових предків типу донського коня XIX століття:
|  | Козацькому коню характерна горбата голова, тонка і довга шия, пряма й сильна спина, глибока попруга, довгі сухі ноги, худорлявість тіла і невисокий зріст (рідко вище 2 арш. 2 в.); масть переважно бура, каракова і руда, рідше сіра або гніда. Він відрізняється невтомністю, витривалістю і невибагливістю до умов утримання, гостротою зору і далекозорістю, дикістю вдачі і швидкістю ходи (6 вер. В 9 хв. І 13 вер. — в 18 хв.). |

Однак цей кінь мав постійний покращувальний вплив східної крові. У XVIII — початку XIX століття особливо багато коней надходило на Дон в якості військових трофеїв перських і карабахських. Після закінчення російсько-перських воєн ці надходження припинилися, але постачання донського конярства покращувачами взяло на себе державне управління конярства; воно організовувало закупівельні експедиції, які в основному приводили туркменських коней. У 1839 році на Дону використовувалося близько 800 туркменських (ахалтекінських і йомудських) жеребців-плідників.
У XIX столітті сильний вплив мала карабахська кров. Значна частина кінного заводу карабахських ханів, проданого спадкоємцями, потрапила на Дон. В середині XIX століття для поліпшення Задонського конярства держава організовувала закупівельні експедиції за східними, в основному туркменськими кіньми. Саме східна, і перш за все карабаська кров надали донському коню його своєрідність екстер'єру і золотисто-руду масть. Наприкінці XIX століття Задонье стало одним з найважливіших районів ремонтного конярства. Для кавалерії потрібен був більший і сильніший кінь, тому і з'явилась потреба схрещування донського коня з чистокровною верховою породою.
Починаючи з післявоєнного періоду потреба в конях значно знизилась і з тих пір стан донського конярства перебуває в занепаді.